# Vilhjálmur Þórmundur Vilhjálmsson
Vilhjálmur Þórmundur Vilhjálmsson (26 april 1946) is een IJslands jurist, politicus en voormalig burgemeester van Reykjavik. Hij was burgemeester van 13 juni 2006 tot 16 oktober 2007 en werd opgevolgd door Dagur B. Eggertsson.
- Virtual International Authority File: 3173152140029811100008